# Alvin Ailey
Alvin Ailey Jr. (Rogers, 5 gennaio 1931 – New York, 1º dicembre 1989) è stato un ballerino e coreografo statunitense, fondatore della Alvin Ailey American Dance Theater.

## Biografia
Ailey nacque a Rogers, in Texas, dalla madre diciassettenne Lula Cooper e sviluppò molto presto un interesse per l'arte. Nel 1943 Alvin e la madre si trasferirono a Los Angeles e fu proprio lì che scoprì il mondo dell'arte contemporanea. Venne a contatto invece con la danza quando, studente delle scuole medie, andò con la scuola in gita ad assistere a uno spettacolo del Ballet Russe de Monte Carlo. Inizialmente prese lezioni di danza dalla coreografa Katherine Dunham e in seguito studiò con l'insegnante di Los Angeles Lester Horton. Mentre studiava con Horton, Ailey seguiva all'università corsi di lingue romanze, frequentando la UCLA, il Los Angeles City College e la Berkeley. Approfondì lo studio di autori come James Baldwin, Langston Hughes e Carson McCullers.
Il suo interesse per questo genere di studi era probabilmente il perché della sua attrazione per le coreografie di Horton, basate principalmente su dipinti di Paul Klee, poesie di Garcia Lorca, musiche di Duke Ellington e Stravinskij e anche temi messicani. 
Quando però Horton morì nel 1953, il ventiduenne Ailey fu scelto per prendere il posto del suo mentore, diventando il direttore e il coreografo principale del Lester Horton Dance Theatre.
Nel giro di un anno coreografò tre balletti originali per la compagnia di Horton: Creation of the World, According to St. Francis e Mourning Morning.
A causa delle forti discriminazioni presenti nella società statunitense dell'epoca, Ailey si vergognava della propria omosessualità. Per anni ha rifiutato senza giustificazioni il progetto di scrivere un'autobiografia. Quando collaborò per la stesura della sua biografia, nonostante il libro venne pubblicato postumo, dettagli sul suo orientamento sessuale non furono inclusi.
Per evitare lo stigma sociale a causa della sua morte per l'AIDS nel 1989, Ailey chiese al suo dottore di dichiarare che era morto per una discrasia del sangue terminale.

## La Alvin Ailey American Dance Theater
Creò la sua compagnia nel 1958, composta principalmente da ballerini afroamericani, e ne fu anche il direttore. 
Un'importante produzione fu Jericho-Jim Crow di Langston Hughes (1964).
La sua compagnia rese popolare la danza moderna in tutto il mondo con svariati tour internazionali, promossi dal Dipartimento di Stato U.S.A. Si pensa che proprio grazie a queste tournée il capolavoro coreografico di Ailey, Revelations, sia il più famoso e più apprezzato spettacolo di danza moderna.
È stato commemorato con il cambiamento del nome della West 61st Street (tra la Amsterdam e la Columbus) a New York in "Alvin Ailey Way"; la sede della Alvin Ailey Dance Theater fu proprio al numero 211 della West 61st Street dal 1989 al 2005, quando fu trasferita in una struttura più grande e recente situata all'angolo tra la West 55th Street e la Ninth Avenue. Ad Ailey furono assegnati i Kennedy Center Honors nel 1988.